# Dobrzany
Dobrzany este un oraș în Polonia.